# 하야시다 가이토
하야시다 가이토(일본어: 林田 魁斗, 2001년 8월 29일~)는 일본의 축구 선수이다.

## 구단 경력
그는 2019년 J3리그의 세레소 오사카 U-23에서 뛰었다. 2020년부터 2023년까지 쓰쿠바 대학에서 활동했다. 2024년 J3리그의 FC 오사카에 입단했다. 2025년 7월 가마타마레 사누키로 이적했다.